# Clavicaudoides clavicaudatus
Clavicaudoides clavicaudatus (syn. Nygolaimus clavicaudatus) is een rondwormensoort. De wetenschappelijke naam van de soort is voor het eerst geldig gepubliceerd in 1953 door Altherr.